# Platylister oberthuri
Platylister oberthuri är en skalbaggsart som först beskrevs av Cooman 1948.  Platylister oberthuri ingår i släktet Platylister och familjen stumpbaggar. Inga underarter finns listade i Catalogue of Life.